# Sneads
Sneads is een plaats (town) in de Amerikaanse staat Florida, en valt bestuurlijk gezien onder Jackson County.

## Demografie
Bij de volkstelling in 2000 werd het aantal inwoners vastgesteld op 1919.
In 2006 is het aantal inwoners door het United States Census Bureau geschat op 1931, een stijging van 12 (0.6%).

## Geografie
Volgens het United States Census Bureau beslaat de plaats een oppervlakte van
12,0 km², waarvan 11,5 km² land en 0,5 km² water. Sneads ligt op ongeveer 48 m boven zeeniveau.

## Plaatsen in de nabije omgeving
De onderstaande figuur toont nabijgelegen plaatsen in een straal van 32 km rond Sneads.